# Stephen Blackehart
Stefano Brando, connu sous le nom de scène Stephen Blackehart (né le 1er décembre 1967 à New York), est un acteur américain.

## Biographie
Stefano Brando est le fils de Marlon Brando.

## Filmographie

### Cinéma
- 1996 : Tromeo and Juliet de Lloyd Kaufman
- 1999 : Retro Puppet Master de David DeCoteau
- 2001 : Rockabilly Vampire de Lee Bennett Sobel
- 2003 : The Ghouls (en) de Chad Ferrin (en)
- 2006 : LolliLove de  Jenna Fischer
- 2007 : First Landing
- 2008 : Death Racers de Roy Knyrim
- 2009 : The Terminators de Xavier S. Puslowski
- 2009 : The Land That Time Forgot de C. Thomas Howell
- 2009 : 2012 Supernova d'Anthony Fankhauser
- 2011 : Super de James Gunn
- 2011 : Celui qui chuchotait dans les ténèbres (The Whisperer in Darkness) de Sean Branney
- 2011 : Last Days of Los Angeles (Battle of Los Angeles) de Mark Atkins
- 2014 : Les Gardiens de la Galaxie (Guardians of the Galaxy) de James Gunn
- 2016 : The Belko Experiment de Greg McLean : Brian Vargas
- 2019 : Brightburn : L’Enfant du mal (Brightburn) de David Yarovesky
- 2021 : The Suicide Squad : de James Gunn : Briscoe

### Télévision
- 2008 : Jurassic Commando (100 Million BC)
- 2009 : Mega Shark vs. Giant Octopus (Mega Shark Vs. Giant Octopus)